# Dokumentationszentrum des Bundes Jüdischer Verfolgter des Naziregimes

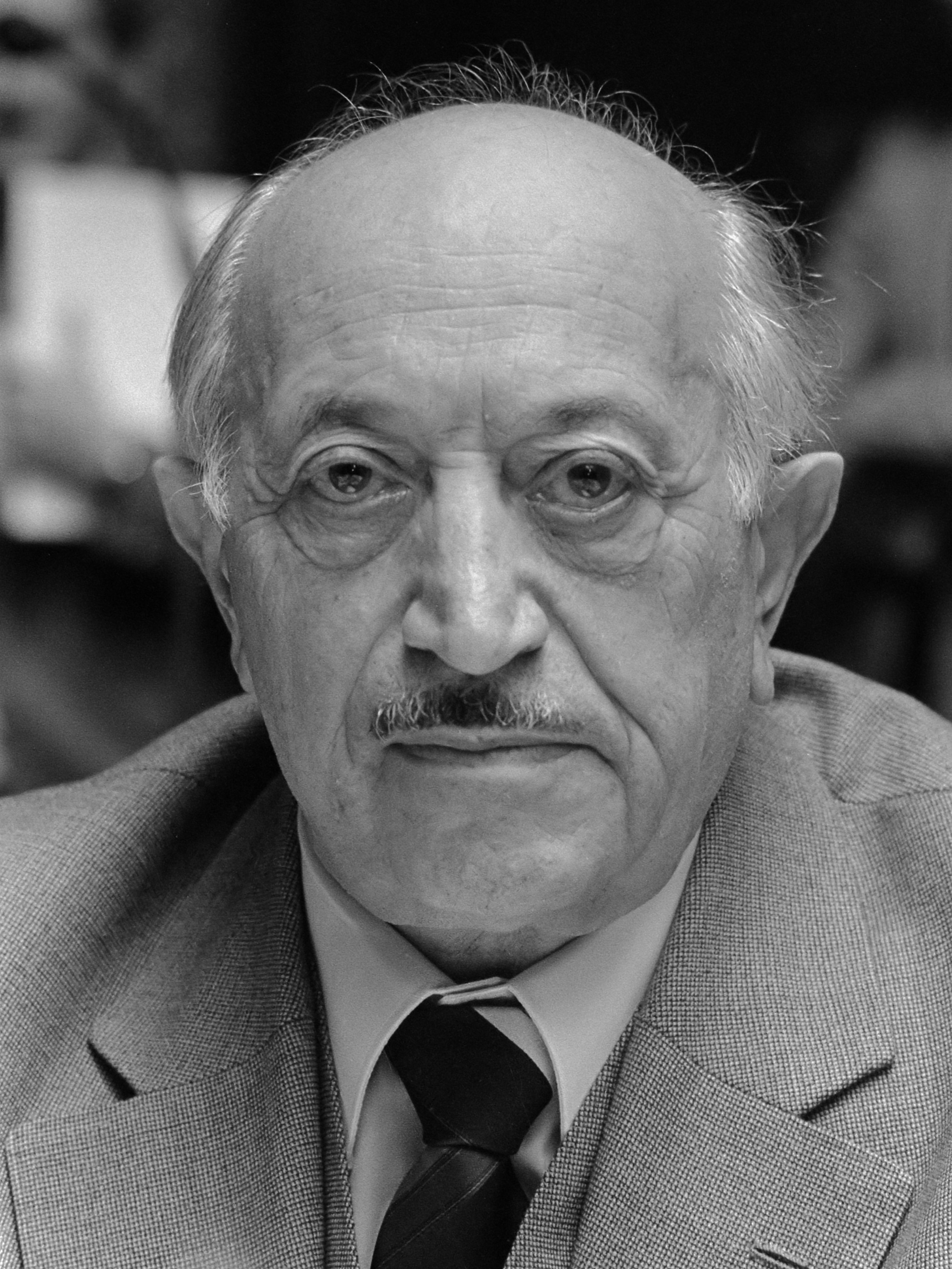
Dr. Simon Wiesenthal

Das Dokumentationszentrum des Bundes Jüdischer Verfolgter des Naziregimes in Wien wurde von Simon Wiesenthal gegründet.

## Geschichte
Schon im Jahr 1947 gründete Wiesenthal mit anderen jüdischen Verfolgten in Linz das „Zentrum für jüdische historische Dokumentation“, das 1954 geschlossen wurde. Wiesenthal übersandte die Unterlagen, „über eine Tonne jüdische Zeitgeschichte“, nach Yad Vashem.
Nach der Ergreifung Adolf Eichmanns gründete Wiesenthal 1961 von der Israelitischen Kultusgemeinde beauftragt ein neues Dokumentationszentrum. Nach politischen Auseinandersetzungen mit der SPÖ führte er das Dokumentationszentrum ab 1963 im Rahmen des von ihm gegründeten „Bundes jüdischer Verfolgter des Naziregimes“.

## Aktuelle Situation
Simon Wiesenthal hat in Absprache mit der Israelitischen Kultusgemeinde (IKG) seinen Nachlass dem Dokumentationszentrum zur Verfügung gestellt. Er setzt sich einerseits aus einer umfangreichen Sammlung von Dokumenten zu NS-Tätern und NS-Verbrechenskomplexen (rund 8000 Akten in ca. 35 lfd. Meter) zusammen. Andererseits enthält er auch zahlreiche Unterlagen zur Auseinandersetzung von Wiesenthal mit der österreichischen Innen- und Außenpolitik sowie unterschiedlichste Zeugnisse seines Engagements wider das Vergessen. Seit 2002 erfolgt eine detaillierte, digitale Erfassung der Archivobjekte. 
Das „Dokumentationszentrum des Bundes Jüdischer Verfolgter des Naziregimes“ mit seinem Bestand ist heute als eigenständige Organisation in das „Wiener Wiesenthal Institut“ (VWI-Vienna Wiesenthal Institute) integriert. Weitere Trägerorganisationen sind neben dem Dokumentationszentrum und der Israelitischen Kultusgemeinde Wien (IKG) das Dokumentationsarchiv des Österreichischen Widerstandes (DÖW), das Institut für Zeitgeschichte der Universität Wien, das Institut für Konfliktforschung (IKF), das Internationale Forschungszentrum Kulturwissenschaften (IFK), sowie das Jüdische Museum Wien (JMW). Vorsitzender ist der Innsbrucker Politologe Dr. Anton Pelinka.